# Kastell Alauna

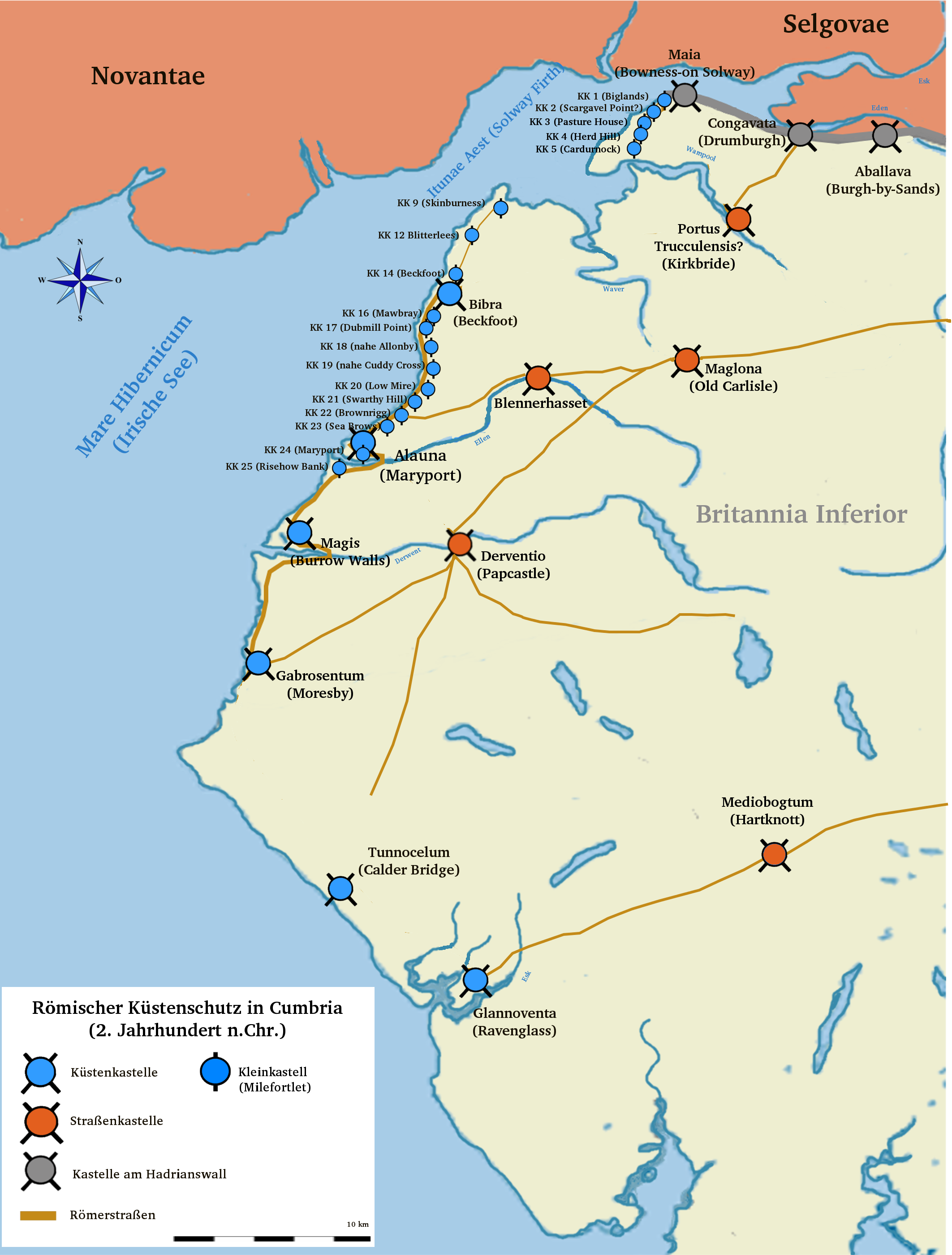

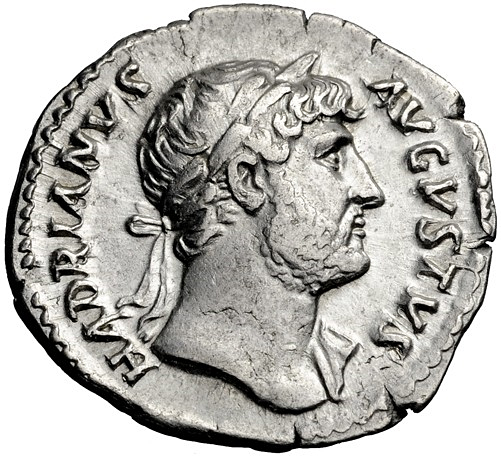
Münzporträt des Hadrian

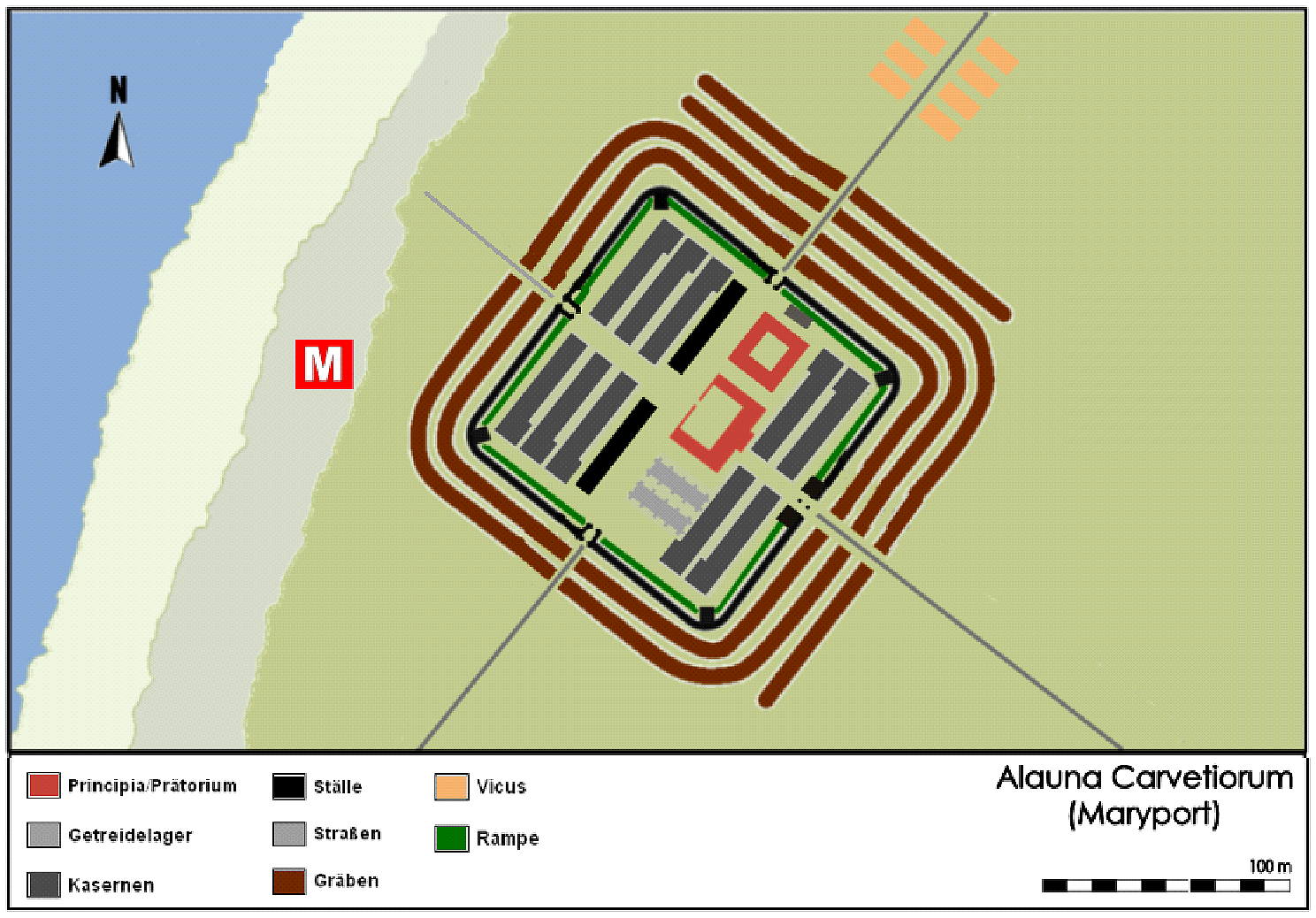
Befundskizze des Kastells

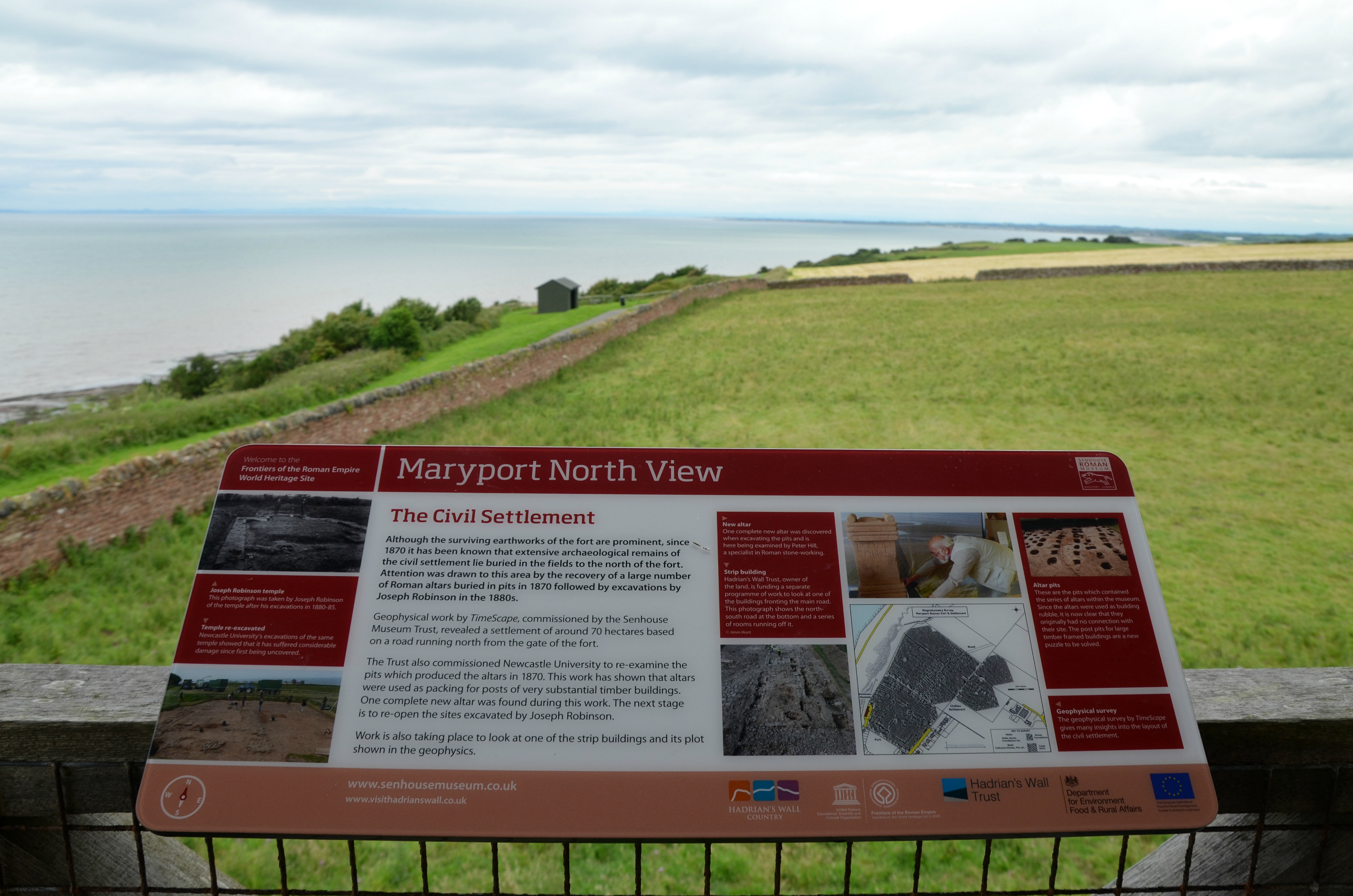
Infotafel am Museumsgelände

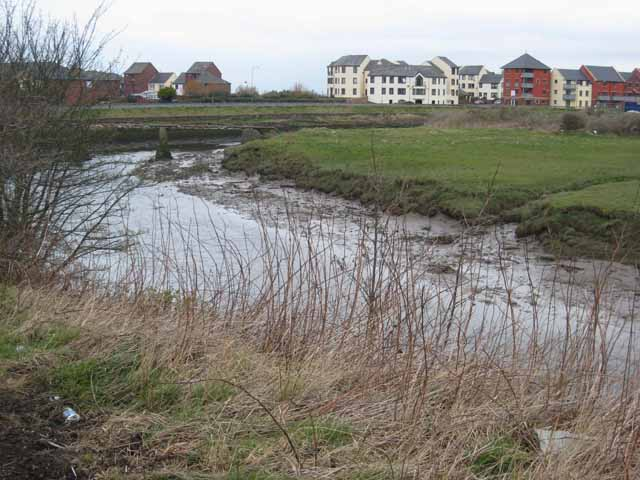
Der Ellen nahe der Einmündung in die Irische See

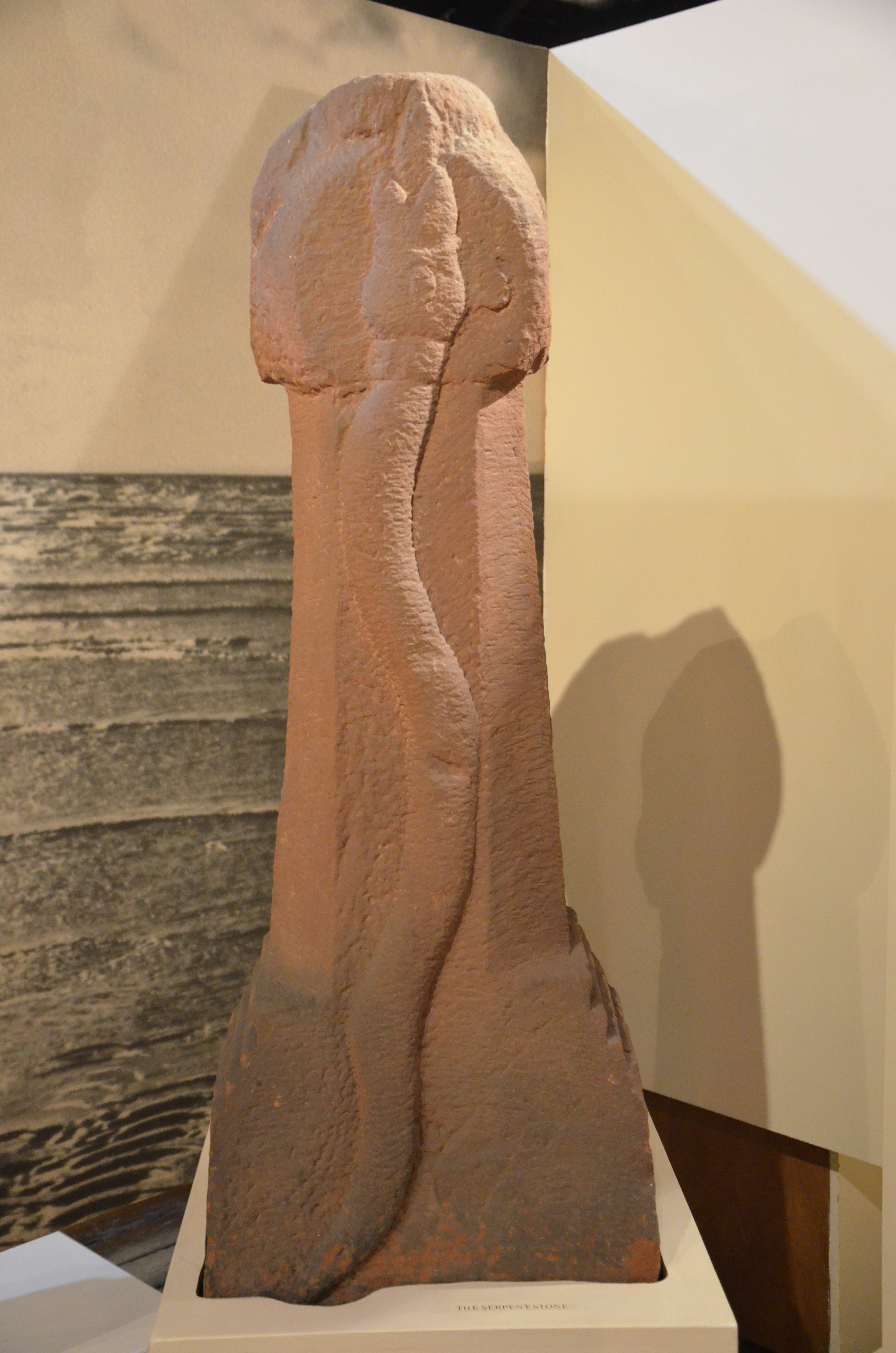
Serpent Stone (Senhouse Museum)

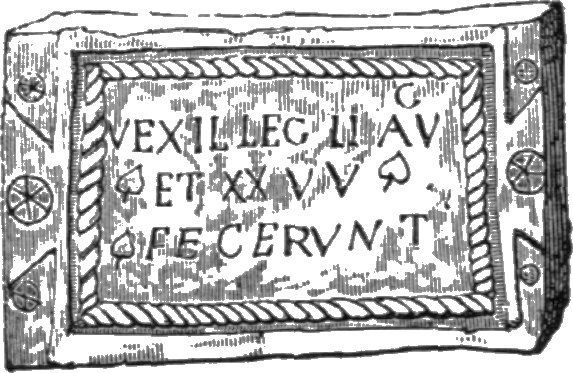
Bauinschrift der II. und XX. Legion aus Maryport
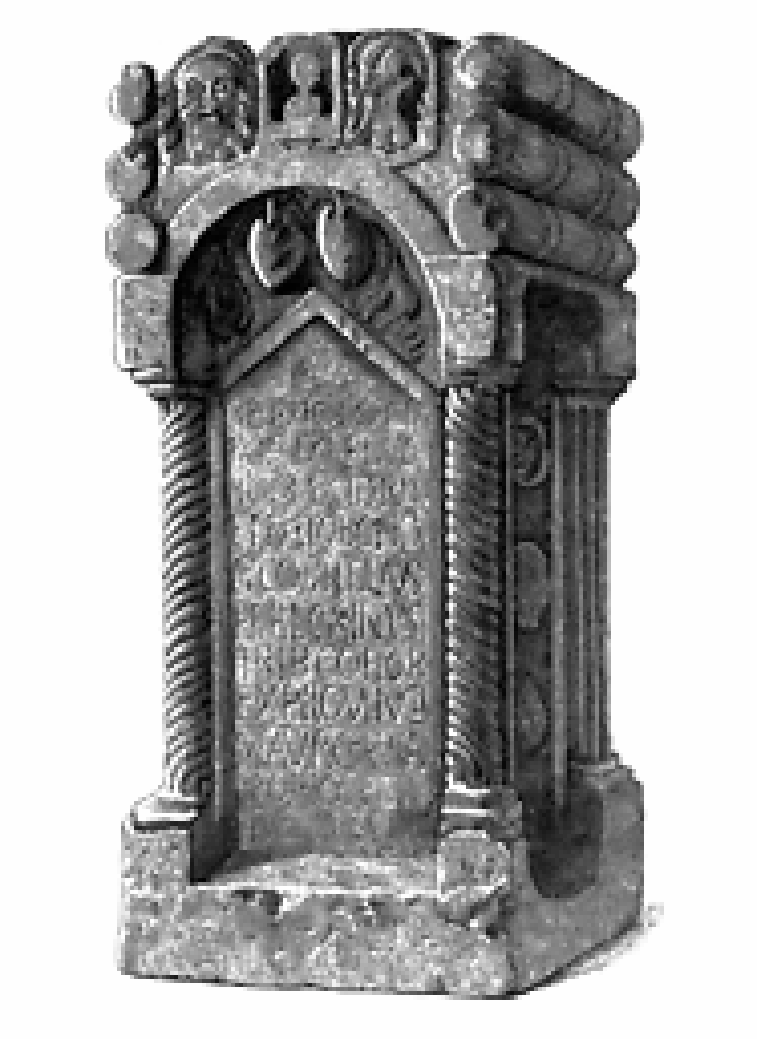
Altar des Gaius Cornelius Peregrinus
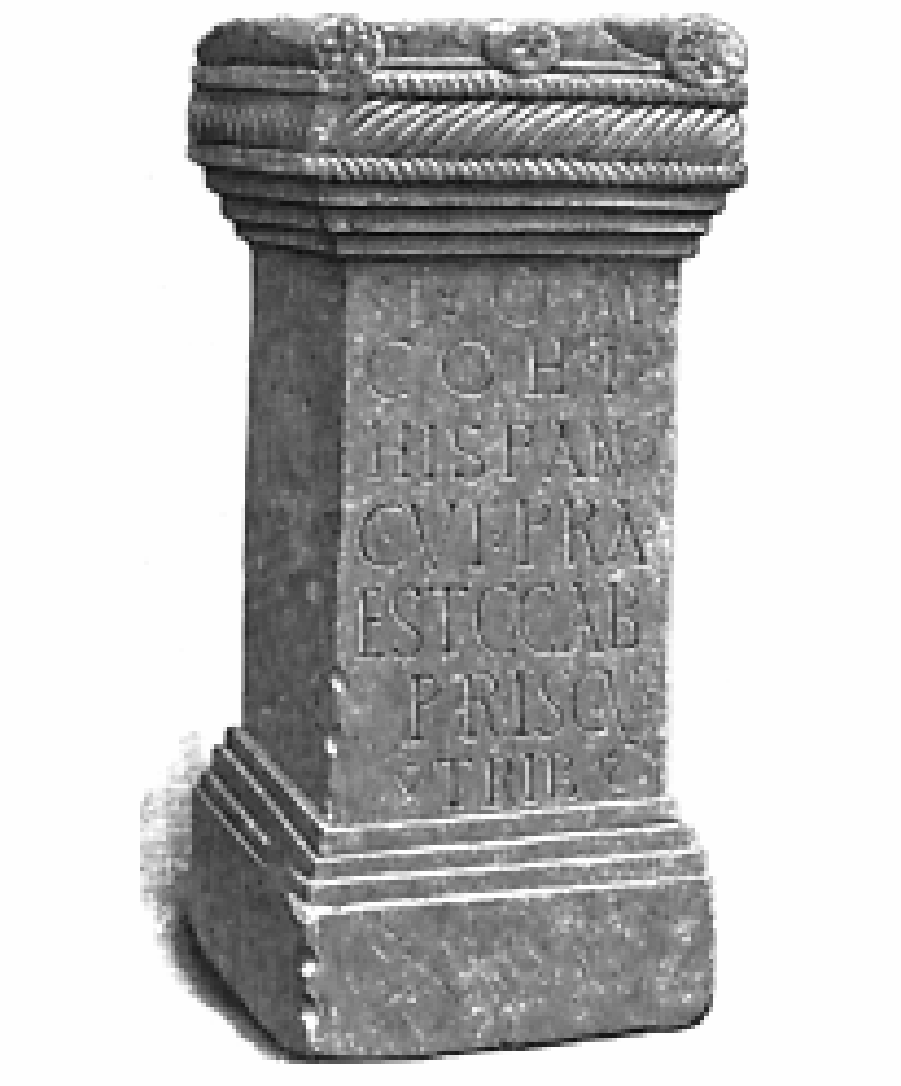
Altar des Gaius Caballius Priscus, Tribun der Coh. I Hispanorum
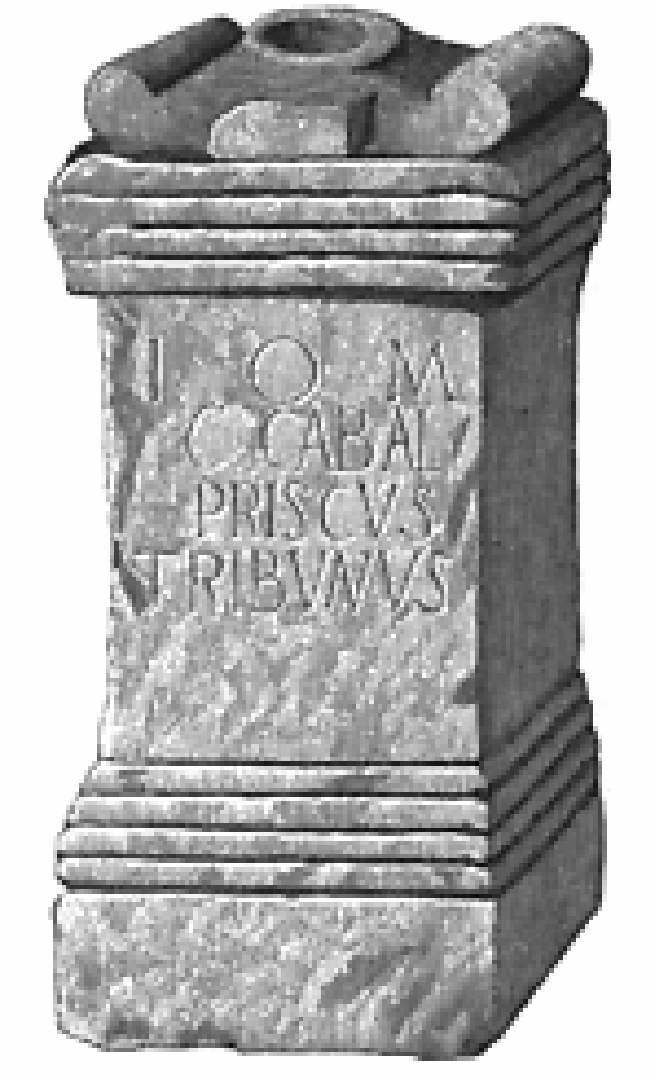
Altar des Gaius Caballius Priscus
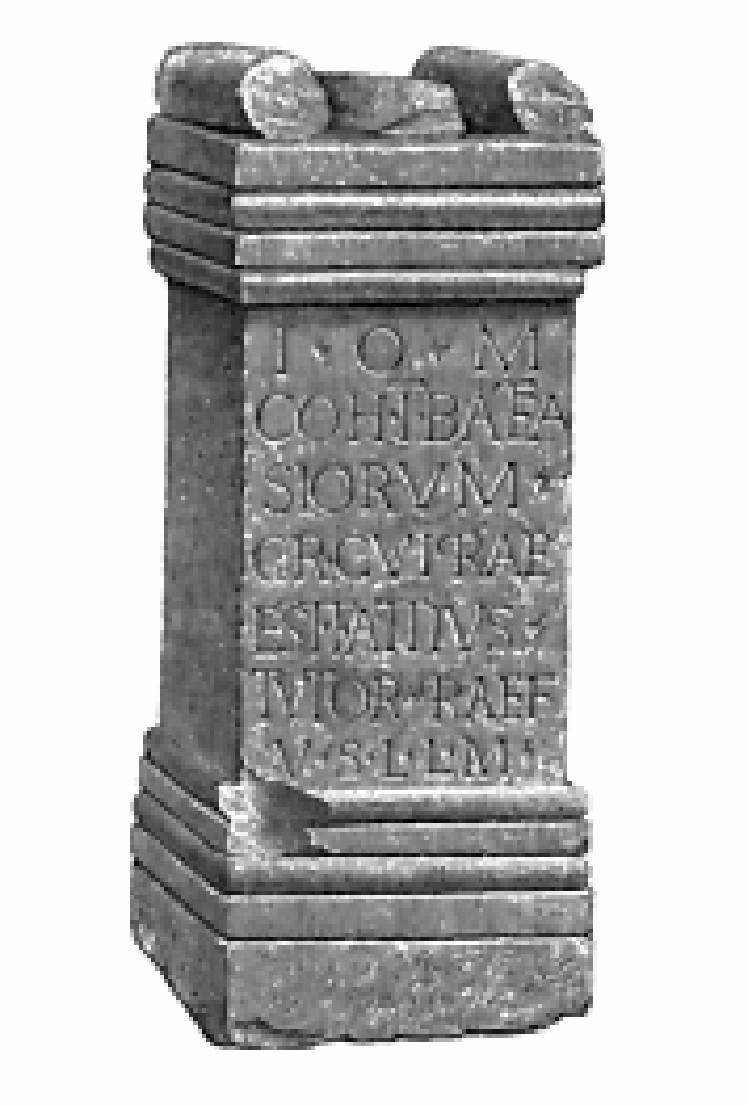
Altar des Titus Attius Tutor
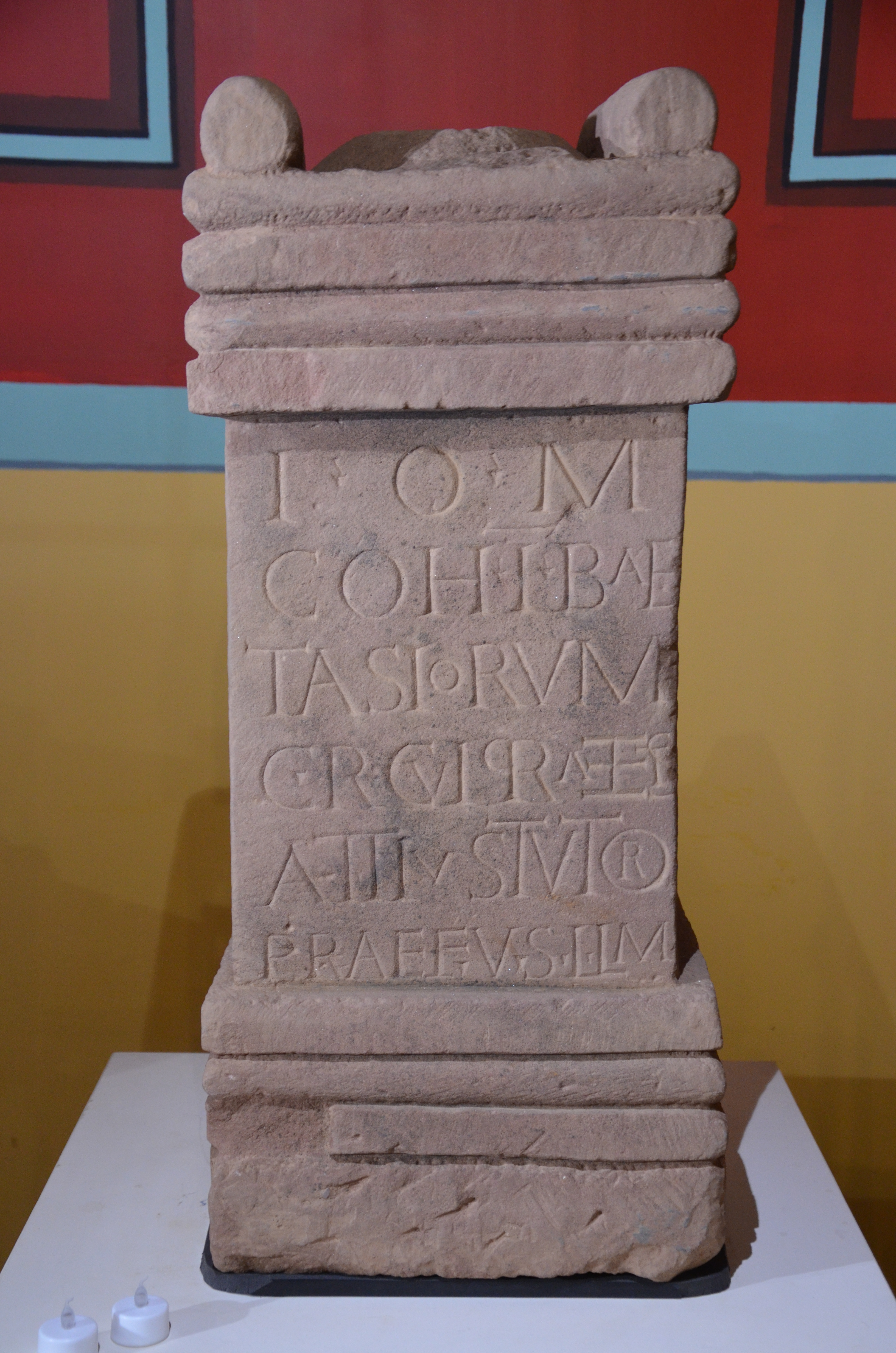
Altar des Titus Attius Tutor im Senhouse Museum
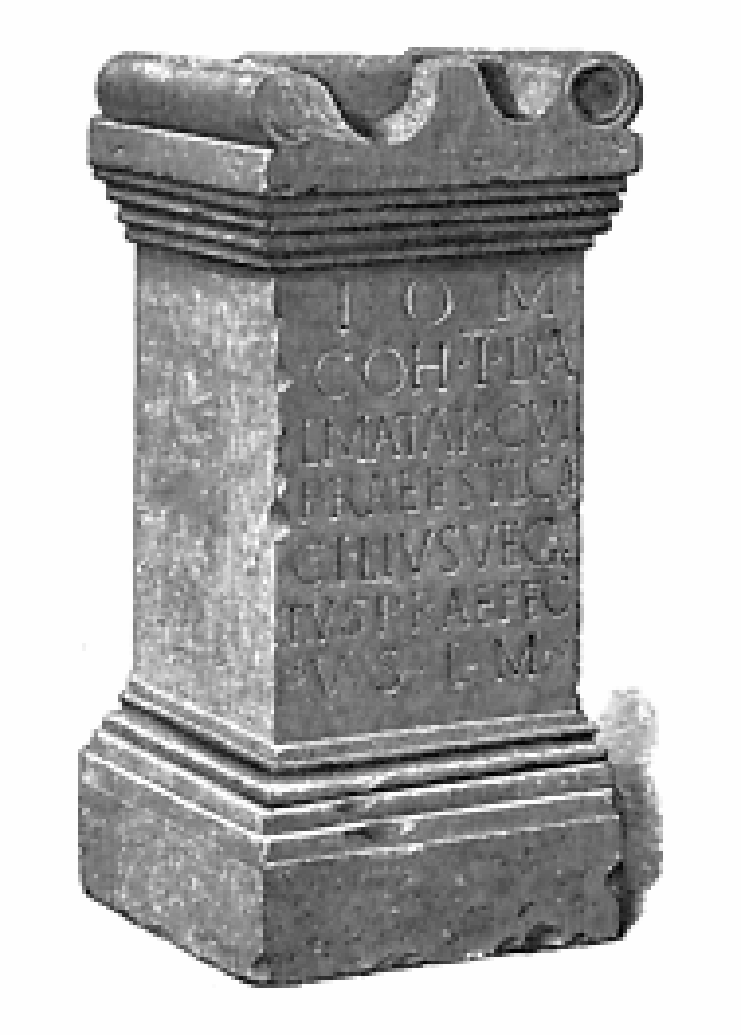
Altar des Lucius Caecilius Vegetus
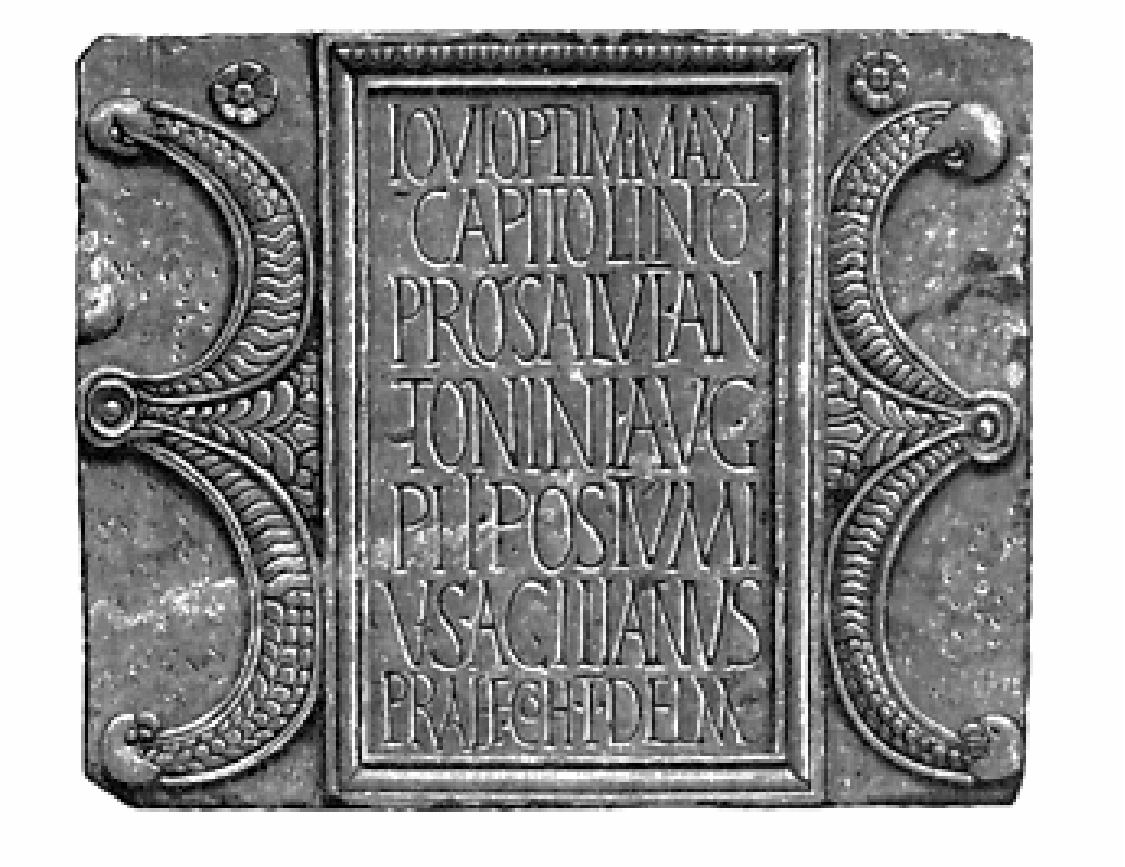
Weiheinschrift des Postumius Acilianus für Iupiter Capitolinus
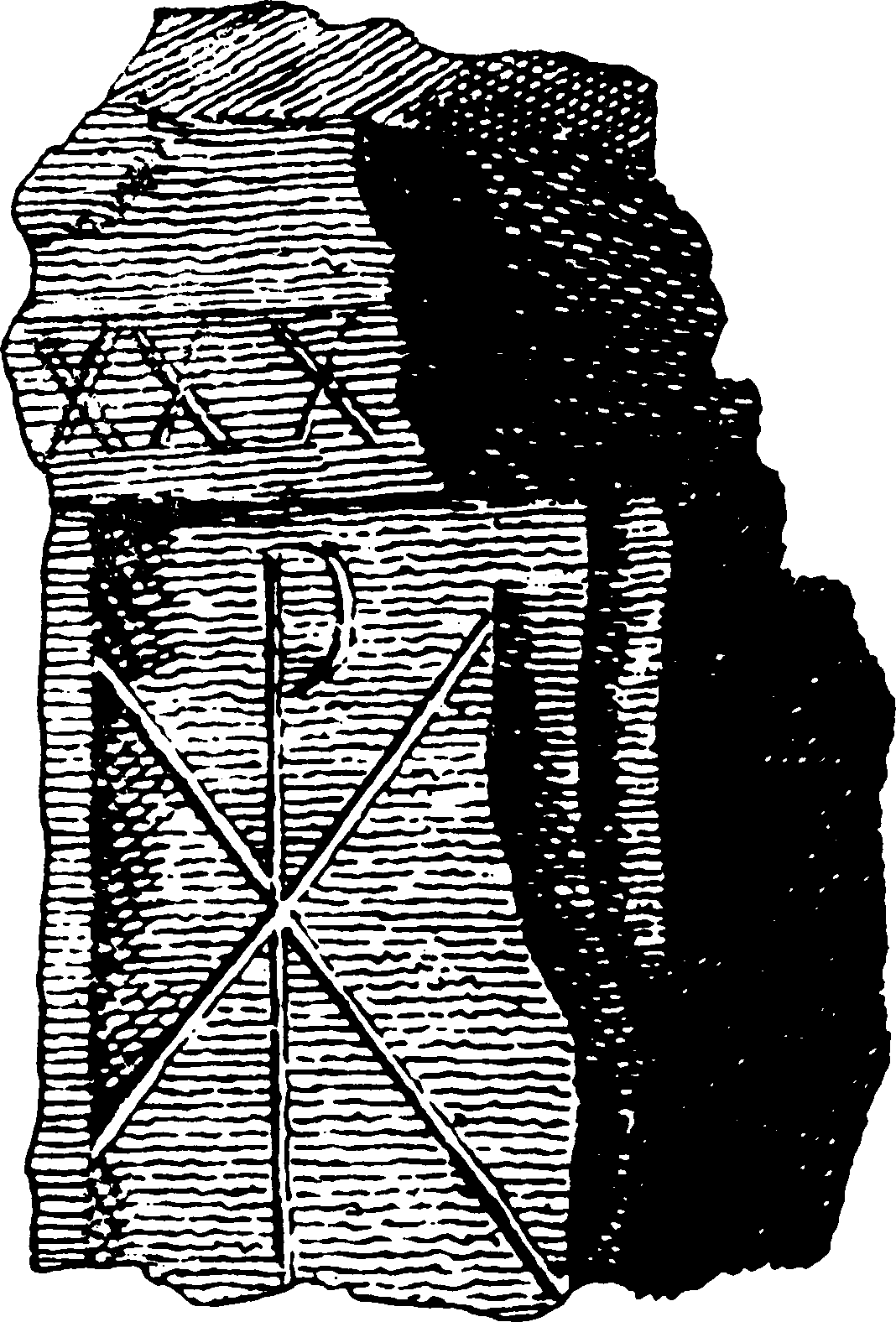
Abzeichnung eines heute verschollenen Grabsteinfragment mit christlichen Chi-Rho-Symbol (um 1794)

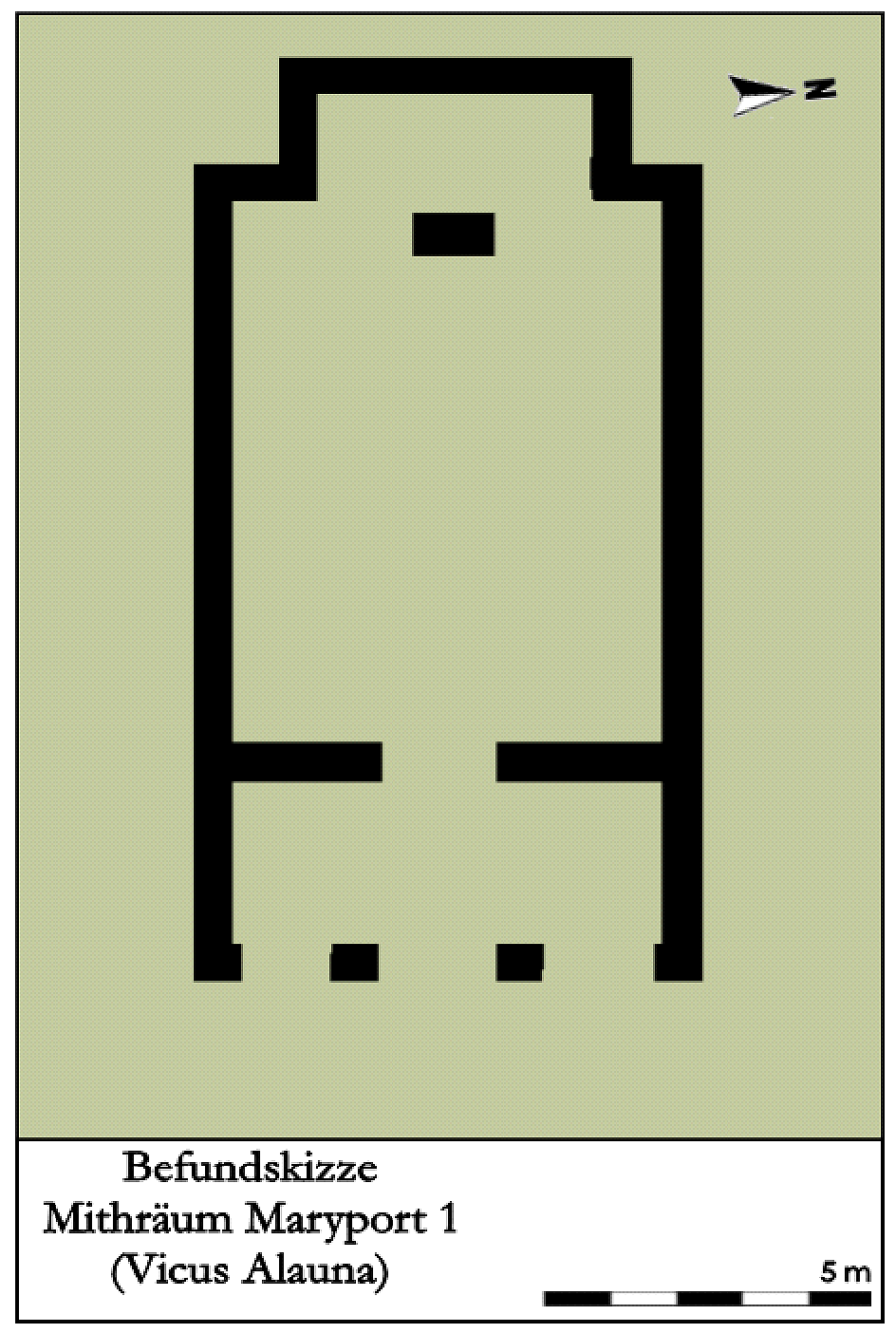
Befundskizze des Mithräums (Maryport 1)

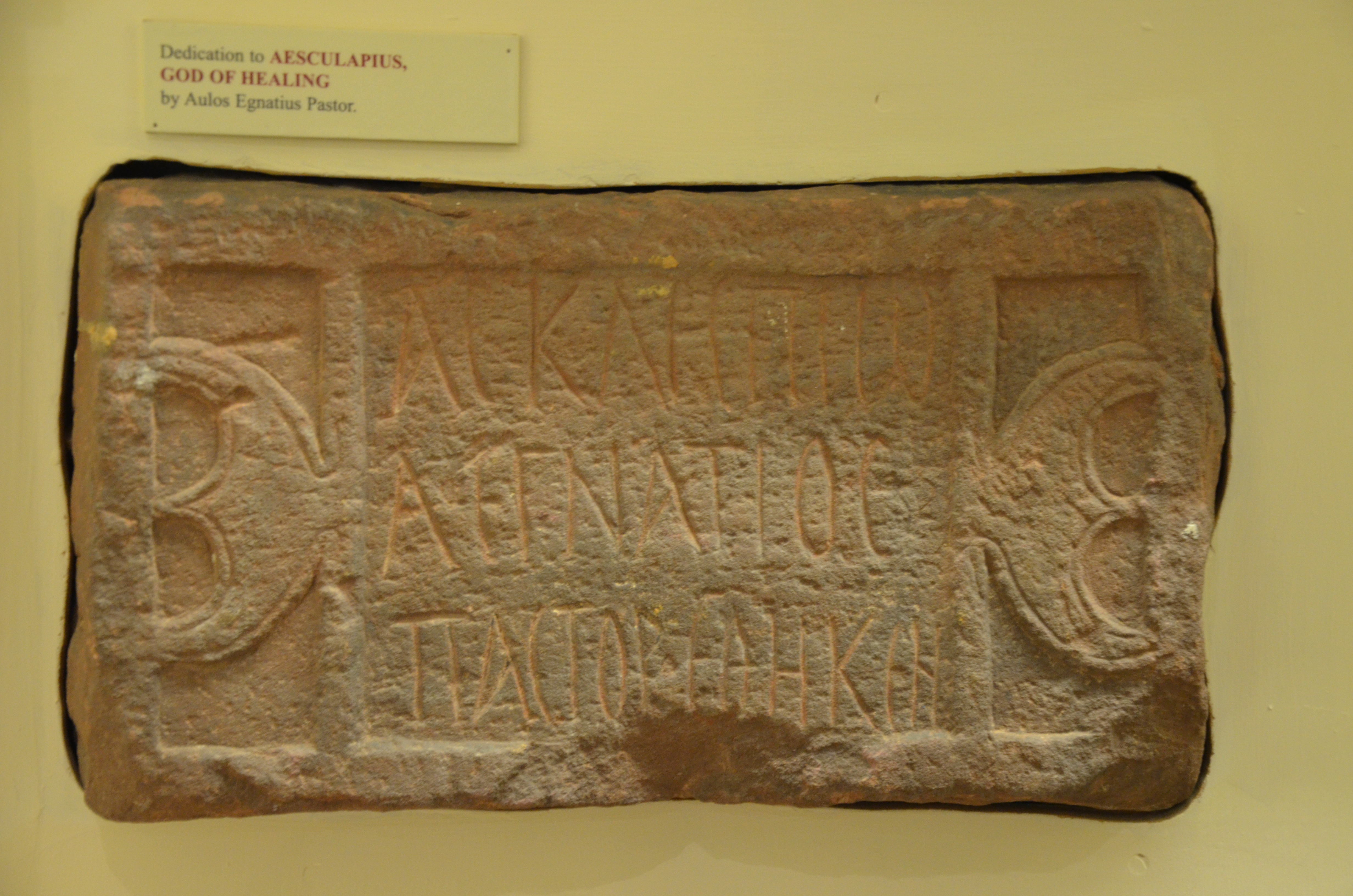
Weihinschrift für die Gottheit Aescolapoius (Senhouse Museum)

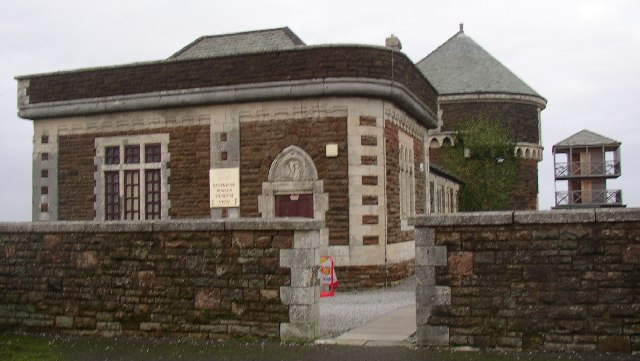
Senhouse Museum

Alauna war ein römisches Hilfstruppenkastell nahe der Hafenstadt Maryport in der Unitary Authority Cumberland im Nordwesten Englands.
Das Kastell und seine Zivilsiedlung waren für mehr als 300 Jahre ein wichtiger Bestandteil der Küstenverteidigung am Solway Firth an der nordwestlichen Grenze des Römischen Reiches. Diese bestand aus einer Reihe von Kastellen, Kleinkastellen und Wachtürmen und diente als westlicher Flankenschutz des Hadrianswalls. Das Kastell war vermutlich Hauptquartier sowie Nachschubhafen für die Garnisonen der Küstenkastelle und wohl auch Flottenstützpunkt. Die dortige römische Zivilsiedlung gilt als die größte, die bislang im Umfeld des Hadrianswalls entdeckt werden konnte.
Das Senhouse-Museum, untergebracht in einem 1885 von der Royal Navy errichteten Gebäude, verfügt über eine umfangreiche und international bedeutende Sammlung römischer Altäre und andere in Maryport oder seinem Umland geborgenen archäologischen Funde. Fünf dieser Altäre wurden von den jeweiligen Kastellkommandeuren gestiftet. Bei einigen von ihnen konnte man ihren Lebenslauf und Karriere teilweise rekonstruieren und ihre Stationen quer durch das römische Reich nachverfolgen.
Das Areal befindet sich heute in Privatbesitz, dennoch können seine Überreste von den umliegenden Straßen und Wegen aus betrachtet werden. Darüber hinaus kann man seine Besichtigung mit einem Besuch des Museums verbinden. Beim Museumsgebäude befindet sich eine – einem Limesturm nachempfundene – Aussichtsplattform, von wo man aus das gesamte Kastellareal überblicken kann.

## Name
Bis heute herrschen noch berechtigte Zweifel darüber, ob der römische Name für Maryport tatsächlich Alauna lautete. Als Alauna wurde in der Antike wohl auch der Ellen bezeichnet, der knapp südlich am Kastell vorbeifloß. Er wird in dieser Schreibart nur in der Cosmographia des Geografen von Ravenna erwähnt. Die Station wird dort zwischen Gabrosentum (Moresby) und Bibra (Beckfoot) angeführt. Im Itinerarium Antonini scheint eine Station namens Alone, auf der Route von Ravenglass nach Whitchurch, auf, aber wahrscheinlich ist damit entweder Watercrook (Alavana am Fluss Kent in der Nähe von Kendal) oder eine Station an der heutigen Low Borrow Bridge (am Fluss Lune in der Nähe von Tebay) gemeint. In der Truppenliste der spätantiken Notitia Dignitatum wiederum ist eine Festung Alione als Standort einer Nervierkohorte eingetragen. Alauna ist die weibliche Form des gallischen Gottes Alaunus oder einer keltischen Wassergottheit. Es wäre auch möglich, dass sich der römische Ortsname von der keltischen Bezeichnung für „schön, wunderbar“ ableitet (gälisch alainn [e]). Eine Alternative dazu wäre, angesichts der vielen Altarsteine die in Maryport gefunden wurden, dass sich der Name evtl. auch vom Wort für „Schrein“ oder „Altar“ herleitet (walisisch Allor, Plural Allorau). Das Suffix Carvetiorum wird oft als Zusatz verwendet, um diese bemerkenswerte archäologische Stätte von anderen zu unterscheiden, die in der Römerzeit ebenfalls Alauna genannt wurden. In Forscherkreisen wird heute überwiegend Alauna mit Maryport gleichgesetzt. Die heutige Stadt wurde im achtzehnten Jahrhundert gegründet und nach der Ehefrau des Großgrundbesitzers und Industriellen Humphrey Senhouse, Mary, benannt.

## Lage
Das Kastell lag auf einem 45 bis 56 Meter hohen Sandsteinrücken, über dem Westufer des Ellen und nahe den Küstenklippen. Von dort aus hatte man einen guten Blick in alle Himmelsrichtungen, besonders auf den Solway Firth, die Irische See, das 16 km entfernte schottische Ufer und das Küstenhinterland. Das Kastell und das Senhouse-Museum befinden sich zwischen den Straßen The Promenade und Camp Road am nördlichen Ende von Maryport. Östlich davon stehen die Gebäude der Camp Farm. Straßenverbindungen bestanden nach Beckfoot (Bibra), Burrow Walls (Magis), vermutlich auch nach Old Carlisle (Maglona) und Papcastle (Derventio). Im späten 2. Jahrhundert gehörte die Küstenregion zur Provinz Britannia inferior, ab dem 4. Jahrhundert zur Provinz Britannia secunda und nach einer weiteren Verwaltungsreform vermutlich zur Provinz Valentia.

## Forschungsgeschichte
Die frühesten Berichte von römischen Altären aus Maryport stammen von William Camden aus dem späten 16. Jahrhundert. Viele von ihnen wurden seit 1570 vom Lord of Ellenborough, John Senhouse, aufgekauft und seiner Antikensammlung in Netherhall einverleibt. Erste Grabungen wurden Ende des 18. Jahrhunderts durchgeführt. 1870 entdeckte Humphrey Pocklington Senhouse in einer Reihe von Gruben nahe dem Kastell siebzehn Altäre für Gott Jupiter. 1880 grub der Amateurarchäologe Joseph Robinson in den Feldern nördlich des Kastells und enthüllte dabei eine römische Straße die vom Nordtor kommend den Vicus durchquerte, sowie die Überreste des Mithräums, des angrenzenden Rundtempels und Altarfragmente. Eine weitere Ausgrabung wurde durch Jarrett und Birley 1966 in der Nordostecke vorgenommen. Dort wurde ein einziger Suchschnitt durch die Kastellmauer gegraben und dabei auch ein Kasernenblock angeschnitten. Luftbilder, aufgenommen zwischen den Jahren 1949 und 1977, ließen die Reste des Vicus erkennen. Das Kastell wurde von der Royal Commission of Historic Monuments in England zwischen 1992 und 1993 vermessen. Im Jahr 1998 übergab Joe Scott Plummer, die Senhouse-Sammlung in die Obhut des Senhouse Museum Trust, der heute das römische Museum in Maryport verwaltet. Zwischen Mai 2000 und September 2004 führte ein Team des Time Scape Surveys (Leitung Biggins/Taylor), unterstützt durch den Maryport Heritage Trust, auf dem Gelände der Camp Farm eine geomagnetische Untersuchung durch. Mit einer Fläche von 72,5 Hektar war es die größte geophysikalische Untersuchung, die bisher an der ehemaligen römischen Nordgrenze durchgeführt wurde. Dabei wurden wieder Spuren der römischen Zivilsiedlung entdeckt. Weitere geophysikalische Messungen durch Kris Strutt (Southampton University), an der auch wieder ein Team von Time Scape teilnahm, fand 2010 statt. Diese Untersuchungen deckten einen weitaus umfangreicheren Vicus auf, als bislang vermutet wurde. 2011 wurde von Ian Haynes und Tony Wilmott (Newcastle University) jener Platz untersucht, wo man 1870 bei Aushubarbeiten auf zahlreiche Jupiteraltäre gestoßen war. Bei Ausgrabungen wurde auch ein früheres Holz-Erde-Kastell nachgewiesen, dass später vom Steinkastell überbaut wurde. Zwischen 2013 und 2014 legte ein Team um Ian Haynes und Tony Wilmott (Newcastle University) und des Senhouse Museum Trust nahe dem Kastell neuerlich die zwei Tempel am Ostrand des Vicus frei.

## Fundspektrum
Das Kastellareal befindet sich seit dem 16. Jahrhundert im Besitz der Familie Senhouse. Ihre über die Jahrhunderte zusammengetragenen römischen Artefakte bildeten später die Sammlung des Senhouse Roman Museum, die seit 1992 in einem ehemaligen Gebäude der Royal Naval Artillery ausgestellt wird. Sie ist die älteste in Großbritannien und gelangte auch zu internationaler Bedeutung. Die Sammlung wurde von John Senhouse in der Regierungszeit Elizabeth I. gegründet und erstmals 1599 von William Camden in seiner Britannia erwähnt. In Maryport wurden mit Abstand die meisten – aus dem lokal vorkommenden rotem Sandstein (St. Bees Sandstein) gehauenen – römischen Jupiteraltäre Englands geborgen. Als das Kastell im 18. Jahrhundert abgetragen wurde, beauftragte Colonel Humphrey Senhouse 1772 einen Bediensteten, alle bei den Abbrucharbeiten im Kastell gefundenen römischen Inschriftensteine auszusortieren und so vor der Verbauung zu retten. Sie bildeten die Grundlage der Netherhall Collection.
1870 wurden, 300 Meter nordöstlich des Kastells, siebzehn weitere römische Altäre gefunden. Das Mysterium der vergrabenen Jupiteraltäre von Maryport wurde jahrzehntelang in der Forschung diskutiert. R. G. Collingwood nahm an, dass sie in der Regierungszeit von Kaiser Commodus (176–192) vielleicht auf einer Art Exerzierplatz (campus), außerhalb des Lagers, vergraben worden sein, da man dort auch einen Schrein oder Tempel für Iupiter Optimus Maximus vermutete. Die Altäre wären demnach dort jedes Jahr symbolisch beerdigt worden, wenn der Lagerkommandant einen neuen Altar gestiftet hatte. Diese Zeremonie soll immer am 3. Januar stattgefunden haben, als die Truppen ihren Treueeid an Kaiser und Staat erneuerten. Es ist auch möglich, dass solche Altäre anlässlich des Geburtstages des regierenden Kaisers gestiftet wurden. Einige glaubten auch sie wurden 196, angesichts einer drohenden Barbareninvasion, dort versteckt um ihre Entweihung zu verhindern. Das hügelige Terrain ist jedoch kaum für einen Campus geeignet. Die Untersuchung des Platzes von 2011 hat jedoch klar gezeigt, dass die Altäre einfach nur wiederverwendet (Spolie) und als Füllmaterial in die Fundamente eines spätrömischen Holzständergebäudes aus dem 4. Jahrhundert eingelegt worden waren (siehe hierzu Abschnitt frühchristliche Kirche). Seit dem späten dritten Jahrhundert wurden bereits alte Grabsteine, Gebäudeinschriften und Altäre wiederverwendet, um z. B. den Hadrianswall zu reparieren oder daraus Fundamente für Backöfen zu errichten. Es könnte aber auch darauf hindeuten, dass sich die Bewohner Alaunas in der Endphase der römischen Besatzungszeit größtenteils schon dem Christentum zugewandt hatten.
Ein weiterer bemerkenswerter Fund aus Maryport ist eine Steinstele, der sog. Serpent-Stone. Er besteht aus einer 1,2 Meter hohen, achteckigen Säule aus rotem Sandstein, abgeschlossen durch einen menschlichen Kopf. An der Rückseite der Stele ist eine Schlange dargestellt die von der Stelenbasis bis zum Kopf reicht. Dieser scheint mit einem Ring gekrönt zu sein. Vielleicht eine Torques die die Kelten oft als Schmuck oder Zeichen ihrer Tapferkeit trugen. Möglicherweise war sie einst Bestandteil eines größeren Schreins oder Altars auf dem Gräberfeld. Ob sie römischer oder kelto-britischer Provenienz ist, ist noch umstritten. Die Ausgrabungsteams konnten daneben in jüngster Zeit auch eine Vielzahl von Keramikfragmenten bergen, die aus Töpfereien in Gallien und dem Rheinland stammten und die weitgespannten Handelsbeziehungen von Alauna bezeugen. Viele von ihnen stammen von Vorratsgefäßen, in denen Produkte wie z. B. spanisches Olivenöl und gallische Weine transportiert wurden. Im Kastell wurden auch mehrere Schalen von Meerestieren freigelegt, darunter die von Austern, Muscheln und Schnecken. fanden sich in weiterer Folge auch Scherben von Glasgefäßen und mehrere Schmuckstücke, darunter ein Fingerring und ein Bruchstück von einem aufwendig dekorierten Glasarmband.

## Entwicklung
Die Region um Maryport war frühestens seit der Eisenzeit besiedelt und gehörte zum Siedlungsgebiet der Carvetii. Bei den archäologischen Untersuchungen wurden Reste von Gebäuden aus dieser Zeit beobachtet. Der Mündungstrichter des Ellen, südwestlich des Kastellhügels, bildete vermutlich einen natürlichen Hafen, wo Schiffe problemlos anlegen konnten und vor Stürmen geschützt waren. Eine Textstelle in der Geographica des Claudius Ptolemaeus (frühes 2. Jahrhundert) berichtet wiederum, dass die „Otalini/Otadini“ (Votadini), in Alauna, Bremenium und Coria ansässig gewesen sein sollen.
Es ist möglich, dass von den Römern schon im ausgehenden 1. Jahrhundert n. Chr. in Alauna Carvetiorum eine Holz-Erde-Befestigung errichtet wurde. Vielleicht im Zuge der Feldzüge des Statthalters Gnaeus Iulius Agricola, der 80 n. Chr. mit seiner Armee bis ans nördliche Ende von Schottland vordrang. Das Steinkastell wurde wohl erst unter Kaiser Hadrian, um 122, gegründet. Der Hadrianswall endete in Bowness-on-Solway (Maia), darüber hinaus wurde eine Kette von Kleinkastellen mit Wachtürmen, verbunden durch Palisaden und einen Patrouillenweg angelegt. Es ist allerdings nicht bekannt, wie weit sie die cumbrische Küste hinabreichte. Damit sollte verhindert werden, dass der Wall durch eine Landung an der Westküste oder Durchwatung der beiden, relativ flachen, Solway Fjorde umgangen wurde. Das Steinlager wurde vermutlich von Soldaten der Legio II und der Legio XX errichtet. Einige der Bauarbeiten dürften von der Hispanierkohorte und möglicherweise auch von deren unmittelbaren Nachfolgern durchgeführt worden sein. Um 138 wurde der Hadrianswall zum größten Teil aufgegeben, als die römische Armee die Central Lowlands besetzte und als neue Grenzsperre an der Clyde-Firth of Forth-Landenge den Antoninuswall errichtete. Alauna dürfte aber zu dieser Zeit besetzt gewesen sein. Die Hispanierkohorte wurde durch eine in Dalmatien aufgestellte Kophorte ersetzt. Als der Antoninuswall um 158 wieder aufgegeben wurde, wurde sie von einer Baetasereinheit abgelöst. Alauna diente den Römern ca. 300 Jahre lang als Nachschubhafen für die Kastelle im Nordbritannien und vielleicht auch als Basis der Classis Britannica. Im Laufe dieser Zeit entwickelte sich nordöstlich des Lagers – entlang der Straße nach Beckfoot (Bibra) – eine größere Zivilsiedlung (Vicus). Auch die Festung war erheblich größer als zur Unterbringung einer Hilfstruppenkohorte nötig. Es wird vermutet, dass sich die Einwohner Alaunas aus indigenen Briten, Zuwanderern aus anderen Provinzen des Römischen Reiches, einschließlich der dort stationierten Soldaten und Veteranen, zusammensetzte. Einige Forscher nehmen an, dass sie das Befehls- und Verwaltungszentrum für die gesamte Westküstenverteidigung war. Diese Theorie konnte jedoch, mangels diesbezüglicher Funden, noch nicht bewiesen werden. Das Lager wurde im frühen dritten Jahrhundert umfassend renoviert, vielleicht im Rahmen des großangelegten Feldzuges gegen die Pikten unter Septimius Severus. Mitte des dritten Jahrhunderts wurden weitere Bau- oder Reparaturarbeiten vorgenommen, diesmal wieder durch eine Vexillation der Legio XX. Das Kastell dürfte bis ungefähr 409 oder sogar noch etwas darüber hinaus mit regulären Soldaten besetzt gewesen sein. Als die Römer zu Beginn des 5. Jahrhunderts endgültig ihre Truppen aus Britannien abzogen, wurde es wahrscheinlich von der Armee aufgegeben. Beweise dafür existieren jedoch nicht. Alauna verlor aber wohl seine bisherige militärische Funktion. Die jüngsten Untersuchungen lassen annehmen, dass das Kastell vielleicht sogar noch bis um 600 bewohnt war und hier eine Kirche (oder Kloster) und ein Friedhof angelegt wurden. Es wurde erst im Laufe der nachfolgenden Jahrhunderte durch Steinraub und landwirtschaftliche Tätigkeit fast vollkommen abgetragen. Im späten 16. Jahrhundert legte John Senhouse den Grundstock für die Sammlung des Senhouse Museums. 1749 gründete Humphrey Senhouse nahe Ellenfoot die heutige Stadt Maryport. Das Baumaterial dafür wurde u. a. auch aus der Kastellruine entnommen. 1762 begannen die Arbeiten am Hafen und wieder wurden dafür Steine des Kastells verwendet. Die Steine vom Durchgangsbogen des Nordtors des Kastells wurden geborgen und 1880 im Chor der St. John’s Kirche in Crosscanonby verbaut. Diese Kirche entstand vermutlich schon in frühchristlicher Zeit.

## Kastell
Vom Kastell ist nur noch eine leicht erhöhte Erdplattform, direkt neben dem Senhouse Museum, zu sehen. Es hatte den für mittelkaiserzeitliche Festungen typischen rechteckigen Grundriss mit abgerundeten Ecken (Spielkartenform). Die nach Nordwesten ausgerichtete Anlage misst 135 Meter von Nord nach Süd und 139 Meter von Ost nach West. Der einzige noch sichtbare Mauerrest befindet sich neben dem Nordtor. Das Lager bedeckte eine Fläche von 2,58 ha. Seine Umfassungsmauern waren 1,80 Meter dick, und sind teilweise noch 3,1 Meter hoch erhalten. Sie waren durch innen angesetzte, quadratische Zwischentürme verstärkt und von mehreren Gräben als Annäherungshindernisse umgeben (vier an der Nordseite, drei auf der Südseite, zwei an der West- und Ostseite). Als Wehrgang diente eine rückwärtig aufgeschüttete Erdrampe. Betreten werden konnte das Lager durch vier Tore im Norden, Süden, Westen und Osten. Die Ecken waren zusätzlich mit innen angesetzten, langrechteckigen Türmen verstärkt. Die Zwischen- und Ecktürme sind noch als leichte Bodenerhebungen zu erkennen. Das Steinkastell ersetzte vermutlich auch den Wachturm 23B.
Innerhalb der Festung konnten nur die Positionen der Lagerverwaltung (Principia), des Kommandantenhauses (Praetorium) exakt bestimmt werden. Sicherlich verfügte es auch über mehrere Getreidespeicher (Horreum), Kasernenblöcke (Contubernia) und diverse Funktionsgebäude wie ein Bad (Therme/Balineum) Backstuben und Werkstätten (Fabricia). Von den Ausgrabungen des 18. Jahrhunderts ist bekannt, dass das Lagerhauptquartier und das Prätorium im Zentrum des Lagers standen. Ihre Positionen sind heute nur anhand einiger linear verlaufender Bodenerhebungen erkennbar. Eine im Jahr 2000 durchgeführte magnetometrische Untersuchung machte die Umrisse der Principia sichtbar. Deutlich erkennbar war auch der Kellerraum unter dem Fahnenheiligtum (aedes), im hinteren Bereich des Gebäudes. Einige Gräben, ausgeschachtet von Raubgräbern an der Südseite des Kastells markieren die Überreste von Kasernenblöcken. Bei den Grabungen am Ende der 1960er Jahre konnten bei diesen Kasernen zwei Bauphasen identifiziert werden. Laut den Keramikfunden und einer stark abgenutzten Münze von 164–167, stammt Phase I aus dem zweiten Jahrhundert. An der östlichen Kaserne entdeckte man ein separat stehendes Zenturionsquartier. Ähnliche Gebäude fand man in Watercrook sowie am Wall in Caernavon und Chester. Diese Gebäude wurden später durch zwei lange, schmale Steinhäuser ersetzt, von denen eines anscheinend als Stall genutzt wurde. Weiters wurden auf dem Gelände noch eine Reihe von mit Stein ausgelegte Pfostenlöcher beobachtet die wahrscheinlich am Ende des 4. Jahrhunderts entstanden sind.

## Garnison
Alauna muss frühestens ab der Mitte des 2. Jahrhunderts mit regulären römischen Soldaten besetzt gewesen sein. Im Lager könnten sich vorübergehend auch Legionäre aufgehalten haben. Sie wurden für gewöhnlich nicht zum Garnisonsdienst an der Grenze eingeteilt, sondern entsandten Spezialkräfte für die anspruchsvolleren Bauvorhaben am Hadrianswall. Welche Einheiten dort lagen, weiß man von den zahlreichen, dort aufgefundenen Altarinschriften. Ihre Offiziere stammten aus Italien, der Provence (Südfrankreich), Noricum (Österreich), Nordafrika und möglicherweise auch aus Spanien. Einige der Lagerkommandanten sind auch namentlich bekannt. Ein Altar, gewidmet dem Genius Loci, der Fortuna, der Roma und Fata Bona, heute im Britischen Museum London, wurde von Gaius Cornelius Peregrinus gestiftet. Peregrinus war im 2. Jahrhundert befehlshabender Offizier (Tribunus) der Garnison von Alauna, er stieg später zum Decurion (Ratsmitglied) der nordafrikanischen Stadt Saldae (Bejaia, Algerien) auf. Der Präfekt Helstrius Novellus widmete dem Gott des Feuers und der Schmiedekunst, Vulcanus, einen Altar. Julius Civilis, ein Optio, stiftete dem Belatucadrus, einem kelto-britischen Kriegsgott, einen Altar. Welchen Einheiten diese Offiziere angehörten ist jedoch unbekannt. Das Lager wird auch noch in einer der wichtigsten epigraphischen Quellen für die spätrömische Armee, der Notitia Dignitatum, erwähnt. In der Spätantike zählte seine Besatzung zu den Limitanei.
Folgende Einheiten stellten entweder die Besatzung des Kastells oder könnten sich für eine begrenzte Zeit dort aufgehalten haben:
| Zeitstellung                  | Truppenname                                                                                                 | Beschreibung |
| ----------------------------- | --- | --- |
| 2. Jahrhundert n. Chr.        | Legio secundae Augusta (die zweite Legion des Augustus)                                                     | Eine ihrer Vexillationen war hier wohl bis zum Abschluss der Bauarbeiten am Kastell stationiert, wie eine in Maryport aufgefundene Bauinschrift annehmen lässt. |
| 2. und 3. Jahrhundert n. Chr. | Legio vicesimae Valeria Victrix Gordiana (die zwanzigste valerische Legion, die siegreiche, die Gordianer)  | Eine ihrer Vexillationen war hier zur Durchführung von Bau- oder Reparaturarbeiten abgestellt worden. Ihren Ehrennamen erhielt sie wohl unter der Herrschaft von Gordian III. |
| 2. Jahrhundert n. Chr.        | Cohors primae Hispanorum equitata millaria (die erste teilberittene Kohorte der Hispanier, 1000 Mann stark) | Sie war diejenige Einheit von der in Maryport die meisten Inschriften sichergestellt werden konnte. Während der Regierungszeit Trajans standen wahrscheinlich zwei Hispanierkohorten mit der ON I in Britannien. Eine davon wurde zu Beginn der Herrschaft des Hadrian zu einer Cohors milliaria aufgestockt und von Ardoch (Alauna Veniconum) in Schottland nach Maryport verlegt. Wahrscheinlich stellte sie die erste Garnisonstruppe der Festung und war wohl über einen längeren Zeitraum dort stationiert. Es handelte sich zunächst eine ca. fünfhundert Mann starke Teileinheit (quinquenaria), die aus den Ibererstämmen der spanischen Provinzen rekrutiert wurde. Laut der Notitia Dignitatum standen die Hispanier an der Wende zum 5. Jahrhundert in Stanwix (Uxelodunum). Vier weitere Inschriften dieser Einheit, datiert zwischen 213 und 222, wurden auch im Vorpostenkastell von Netherby (Castra Exploratorum) entdeckt. Von den dreiundzwanzig Altären für Jupiter, die in Maryport gefunden wurden, sind zehn von dieser Kohorte gestiftet worden. Der früheste Altar datiert zwischen die Jahre 123–138. Einige davon wurden auch von ihren befehlshabenden Offizieren in Auftrag gegeben: - Gaius Caballius Priscus, Tribun, - Publius Cornelius Uṛ[…], - Marcus Maenius Agrippa, Tribun, - Marcus Censorius Cornelianus, Präfekt, - Lucius Antistius Lupus Verianus, Präfekt, - Helstrius Novellus, Präfekt, - Lucius Cammius Maximus, Präfekt. Marcus Maenius Agrippa entstammte dem römischen Ritteradel. Seine Familie war in Camerinum, Umbria (Italien) ansässig. Er befehligte zuerst eine teilberittene Kohorte von Briten im Kastell von Sexaginta Prista (Provinz Moesia inferior) am südlichen Donauufer, heute Bulgarien. Zur Zeit des Hadrian wurde er nach Britannien versetzt und übernahm in Maryport im Zeitraum von 123 bis 126 die Hispanierkohorte. Es scheint, dass er dann nach Italien zurückkehrte, wo er vermutlich 127 den Kaiser in seinem Anwesen beherbergte, als dieser Umbrien besuchte. Seinen nächsten Militärposten trat er wiederum in der Moesia inferior an, wo er eine Einheit Panzerreiter, eine Ala catafractaria befehligte. Danach diente er als Kommandant der britannischen Flotte. In der zweiten Hälfte der 130er Jahre stieg er zum Prokurator von Britannien auf und hatte damit nach dem Statthalter die zweitwichtigste Position in der Provinzverwaltung inne. Er war dort u. a. für das Eintreiben der Steuern, die Verwaltung der staatlich betriebenen Bergwerke und Liegenschaften sowie die Besoldung des Heeres zuständig. Der in der gallischen Stadt Nemausus (Nîmes) geborene Marcus Censorius Cornelianus befehligte von 132 bis 135 die Kohorte in Maryport und wurde anschließend zur Legio X Fretensis nach Judäa versetzt. Lucius Antistus Lupus Verianus, stammte aus Sicca Veneria (Africa proconsularis, Nordafrika) und bekleidete dort zunächst das Amt eines Decurio (Ratsmitglied). Er wurde 136 Befehlshaber der Hispaniereinheit. |
| 2. Jahrhundert n. Chr.        | Cohors primae Delmatarum (die erste Kohorte der Dalmatier)                                                  | Die zweite für Maryport identifizierte Garnisonseinheit war eine aus 500 Mann bestehende Kohorte, die aus an der Adriaküste des heutigen Kroatien siedelnden Stammesangehörigen aufgestellt wurde (Provinz Dalmatia). Sie stiftete mehreren Inschriften, von denen zwei in die Jahre zwischen 138 und 161 n. Chr. datiert werden konnten. Zu dieser Zeit regierte Antoninus Pius das Römische Reich. Da die Anwesenheit der Einheit für Maryport gut belegt ist, ist es möglich, dass ein dieser Einheit zugeordnetes Grabsteinfragment aus High Rochester (Bremenium) in Wahrheit der Cohors I Dacorum zugeschrieben werden muss. Aus den Altarinschriften sind auch die Namen von zwei ihrer Präfekten bekannt: - Lucius Caecilius Vegetus und - Paulus Postumius Acilianus. |
| 2. Jahrhundert n. Chr.        | Cohors prima Baetasiorum civium romanorum (die erste Kohorte der Baetasii, römische Bürger)                 | Eine weitere, durch insgesamt fünf Altarinschriften aus Maryport nachgewiesene, Auxilarkohorte war eine aus 500 Niedergermanen stammende Soldaten aufgestellte Einheit. Ihr Siedlungsgebiet lag zwischen Rhein und Maas im Westen von Novaesium (Neuss) in der Provinz Germania Inferior (das heutige Westfalen). Einige Altäre wurden von ihren kommandierenden Offizieren, den Präfekten Titus Attius Tutor und Ulpius Titianus gestiftet. Tutor wuchs in Flavia Solva (Provinz Noricum, heutiges Österreich) auf. Nach seinem Dienst in Maryport diente er als Tribun in der Legio II Adiutrix in Budapest (Aquincum). Bevor er seine militärische Karriere im Range eines Präfekten der Ala I Batavorum in Dakien (heutiges Rumänien) beendete, war er vorher dort noch Präfekt einer anderen Kavallerieeinheit. Im Zivilleben stieg er zum Decurio seiner Heimatstadt auf. Die Baetasiereinheit lag zuerst in den Kastellen von Old Kilpatrick und Bar Hill am Antoninuswall. Sie dürfte während der spätantoninischen Zeitperiode nach Maryport verlegt worden sein und war vermutlich von der Mitte der 160er bis in die frühen 180er dort stationiert. In weiterer Folge scheint sie in der Mitte des 4. Jahrhunderts an der Sachsenküste (Litus saxonicum), im Kastell Regulbium (Reculver in Kent), wieder auf. |
| 3.–5. Jahrhundert n. Chr.     | Cohors tertiae Nerviorum (die dritte Kohorte der Nervier)                                                   | Ihre Soldaten wurden ursprünglich aus dem belgischen Volksstamm der Nervier, Provinz Gallia Belgica ausgehoben. Die Anwesenheit der Truppe in Maryport ist nur durch einen Eintrag in der Notitia Dignitatum bekannt. In der Truppenliste des Dux Britanniarum, ist für das Alione des 4. Jahrhunderts u. a. auch der Rang des Lagerkommandanten, ein Tribunus, überliefert. Da die Nervier noch in diesem spätantiken Dokument aufscheinen, könnten sie bis zur Auflösung der Provinzarmee im 5. Jahrhundert dort gestanden haben. |
| 2.–4. Jahrhundert n. Chr.     | Classis Britannica (die britannische Flotte)                                                                | Ob im Hafen des Kastells auch Marineeinheiten oder Schiffe der Kanalflotte stationiert waren, ist bis dato mangels diesbezüglicher Funde unbewiesen, aber aufgrund der Lage, Größe und Funktion des Kastells wahrscheinlich. |

## Tempelbezirk
Bei den Ausgrabungen von 1880 und 2013 bis 2014 konnten nordöstlich des Kastells, an der östlichen Peripherie des Vicus, die Überreste von zwei Tempeln aufgedeckt bzw. untersucht werden. Sie dürften zeitgleich mit den 1877 ausgegrabenen Altären entstanden sein und scheinen mit ihnen in Verbindung zu stehen. Der Standort der beiden Tempel war mit einem Kopfsteinpflaster bedeckt, das eine Fläche von etwa 50 × 95 Meter umfasste und die Grenzen des Kultbezirkes nach Norden, Westen und Süden markierte. Die Ausdehnung nach Osten konnte nicht mit letzter Sicherheit festgestellt werden, fiel aber möglicherweise mit einem natürlichen Geländeeinschnitt zusammen, ungefähr 1,5 Meter tief, der das gepflasterte Areal von dem Hügel trennte, wo im 19. Jahrhundert die Altäre geborgen wurden. Es wird angenommen, dass die beiden Tempel von Soldaten der Garnison erbaut wurden. Sie wurden aber ziemlich sicher auch von Zivilisten aufgesucht.
Mithraeum (Maryport 1): Das Kultgebäude wurde etwa 150 Meter östlich der Festung, entdeckt und freigelegt. Die Falllagen der Dachziegel erlaubten es, eine Rekonstruktion des Gebäudes zu erstellen. Eine Statuen- oder Altarbasis stand außerhalb des Tempels. Es handelte sich vermutlich um einen, ursprünglich etwa 8,4 Meter hohen, Tempel mit Mauern aus rotem Sandstein, die mit gelben Sandsteineinlagen dekoriert waren, abgedeckt mit einem Schieferdach. Geweiht war er dem persischen Lichtgott Mithras der besonders von den Soldaten verehrt wurde. Es war dem von Carrawburgh (Brocolitia, Bauperiode II) sehr ähnlich. Der Eingang lag im Norden, auch Säulenbasen am Eingang des Gebäudes wurden identifiziert. Durch einen Narthex gelangte man in eine – teilweise mit Steinplatten ausgelegte – Kammer. Diese endete an einer rechteckigen Apsis wo einst das Kultbild der Gottheit aufgestellt war. Insgesamt maß das Gebäude 14 × 7,6 Meter und hatte durchschnittlich 0,75 Meter dicke Steinmauern. Die Westwand der Nische war im Laufe der Zeit kollabiert und nach außen gefallen. Ein Steinpodest befand sich direkt neben dem Eingang, ein Altar des Jupiter stand direkt vor der Nische. In der Nähe des Mithräums fand Joseph Robinson Steinfragmente, die mit jenen Altären ähnelten, die Humphrey Senhouse in den 1870er Jahren 100 Meter weiter nördlich freigelegt hatte. Im Mithräum fanden sich 2014 auch Lamm- und Geflügelknochen.
Rundtempel (Maryport 2): Dieser Tempel stand direkt neben dem Mithräum. Es handelte sich dabei um ein kreisförmiges Gebäude mit 0,7 Meter breiten Wänden und einem Durchmesser von 10,3 Meter. Sein Dach wurde von einem zentralen Stützpfosten und vermutlich fünf an den Rändern aufgestellten Balken getragen. Drei von ihnen waren bei der Ausgrabung noch in situ (im Norden und Westen) vorhanden. Der Eingang befand sich im Nordosten. Die Ausgrabungen förderten noch einen Altar mit stark verwitterter Inschrift, zwei Steinköpfe, fünf römische Münzen aus dem frühen und späten zweiten Jahrhundert, sowie eine kleine Figurengruppe der Muttergöttinnen (Matronen) ans Tageslicht. Vielleicht ein Hinweis darauf, wem dieser Tempel geweiht gewesen sein könnte.

## Vicus und Hafen
Die extramurale Zivilsiedlung (Vicus), die sich nördlich und nordöstlich der römischen Festung ausbreitete, gilt als die größte die bislang im Umfeld des Hadrianswalls entdeckt werden konnte. Seine Lage ist hauptsächlich durch Luftaufnahmen und geophysikalische Untersuchungen bekannt. Es wird angenommen, dass sich die bebaute Fläche der Siedlung auf einer Länge von 420 Meter entlang der vom Nordtor ausgehenden Straße erstreckte. Es muss in Alauna auch ein größerer Hafen existiert haben, seine exakte Position ist aber nicht bekannt.
Collingwood nahm an, dass der Vicus aus dem dritten oder vierten Jahrhundert stammt und über dem früheren Gräberfeld des Kastells erbaut wurde. Die 2014 durchgeführten Bodenradaruntersuchungen deckten eine Art Anleger, noch gut erhaltene Fundamente einer komplexen mehrperiodigen Zivilsiedlung und eine Straße – die mutmaßlich zu einem Lagerhaus führte – auf. Die Siedlung war außerdem von ausgedehnten Feldern und kleineren Gartenparzellen umgeben. Einige davon waren auch mit Gebäuden bebaut. Die im Jahr 1880 durchgeführte Untersuchung ergab, dass besonders die Straße nach Beckfoot von zahlreichen Gebäuden (Streifenhaus) flankiert wurde. Die meisten dieser Häuser dürften um 200 n. Chr. erbaut worden sein. 2013 deckte man die Überreste ein römisches Gebäude, das ungefähr 20 Meter lang und 5 Meter breit war und über drei Haupträume verfügte. Die Archäologen sind sich noch nicht sicher, für welchen Zweck es verwendet wurde. Solche Multifunktionsgebäude wurden meist gleichzeitig als Werkstätten, Läden und für Wohnzwecke genutzt. Die im Gebäude vorgefundenen Münzen und Keramikscherben deuten darauf hin, dass es nicht länger als 50 Jahre bewohnt war und in spätrömischer Zeit aufgegeben wurde. Die große Ausdehnung des Trümmerschuttes und diverser Funde deutete auf eine beachtliche Größe der Zivilsiedlung hin. Bei den Untersuchungen wurde auch ein Erddamm beobachtet, die einen Teil des Vicus umschließt. Sie wurde später als Erweiterung des Kastellwalls interpretiert, ist aber wahrscheinlich nichts anderes als eine relativ neue Feldbegrenzung.
Aus den Altarinschriften sind einige Namen seiner Bewohner bekannt geworden. Darunter ein mit griechischen Buchstaben beschrifteter Altar, der dem Ασκλεπιος (= Æsculapius), dem Gott der Heilkunst gewidmet war. Sein Stifter war Aulus Egnatius Pastor. Die drei Namen, zeichnen ihn als römischen Bürger aus. Er bekleidete aber kein Verwaltungsamt oder militärischen Rang. Dies deutet darauf hin, dass er Zivilist (privatus) war, möglicherweise arbeitete er als Arzt (medicus). Zwei weitere Altäre, die hier gefunden wurden, wurden von einer Frau namens …] iana Hermionae, Tochter des Quintus, in Auftrag gegeben.

## Gräberfeld
An einer römischen Straße die das Feld (Deer Park) nach Südosten in Richtung des Südösttores des Kastells kreuzt, fand man 2011 zehn Brandbestattungen (Ustrina). Der Bestattungsplatz befindet sich auf einem niedrigen, flachen Hügel. Zwei der dort befindlichen Bestattungen wurden ausgegraben, die restlichen acht wurden in situ belassen. Eine wies einen Durchmesser von 0,5 Meter auf und waren 0,1 Meter tief. Darin wurden römische Keramik und Fragmente von verbrannten Knochen zusammen mit Holzkohle entdeckt. Die zweite ausgegrabene Grabstätte enthielt zwei römische Urnen die ebenfalls verbrannte Knochen enthielten. Wahrscheinlich aber die Überreste eines einzelnen erwachsenen Menschen. Daneben wurden daraus auch Nägel, verkohlte Haselnussschalen und Traubenkerne geborgen. Wahrscheinlich wurde der Tote auf einem Scheiterhaufen verbrannt. In Maryport wurden auch Grabsteine gefunden, die das Vorhandensein eines weiteren Gräberfeldes nahe dem Kastell und Vicus bezeugt. Dort wurden wahrscheinlich neben den Soldaten auch Zivilisten begraben. Aus den Inschriften sind einige Namen der damaligen Bewohner bekannt (z. B. Vireius Paulinus, Ingenuus, sein Vater Julius Simplex und Luca). Neben einem griechischen Arzt lebte vermutlich auch eine griechischstämmige Frau in Alauna. Die Freigelassene Sotera setzte für ihren Ehemann, Iulius Senecianus, wahrscheinlich ein romanisierter Kelte, einen Grabstein. Auch zwei frühchristliche Grabsteine sind aus Maryport bekannt, die des Rianorix und Spurcius, sowie ein heute verlorener Stein mit einem Chi-Rho-Monogramm.

## Frühchristliche Kirche
2011 wurde nordöstlich des Kastells der Platz neu untersucht, an dem 1870 mehrere Jupiteraltäre gefunden wurden. Die Archäologen stießen dabei auf die Fundamente eines langrechteckigen, mehrphasigen Gebäudes aus dem 4. Jahrhundert. Es kann wohl auch als Musterbeispiel für das Aussehen und Konstruktion der meisten Vicusgebäude in Alauna angesehen werden. Sein Oberbau bestand vollständig aus Holz. Von seiner Nord- und Südwand waren nur noch die mit Steinen gefüllten Fundamentgruben der Stützpfosten vorhanden. Die Altarsteine wurden um die Basis der Stützpfosten gepackt, um sie in Position zu halten. Zumindest ein Teil des Bodens bestand aus Stampflehm. Ein Abwasserkanal war mit Steinplatten ausgekleidet. Im Umfeld des Gebäudes stieß man in weiterer Folge auch auf einige Gräber aus der Spätantike. Nach den Beifunden und Konstruktionsmerkmalen (Apsis) zu urteilen, könnte es sich hierbei um die Reste einer frühchristlichen Kirche handeln.